# Cambarus pristinus
Cambarus pristinus är en kräftdjursart som beskrevs av Hobbs 1965. Cambarus pristinus ingår i släktet Cambarus och familjen Cambaridae. IUCN kategoriserar arten globalt som otillräckligt studerad. Inga underarter finns listade i Catalogue of Life.